# Школа отцов
«Школа отцов» (чешск.: Škola otců) — чехословацкий фильм 1957 года режиссёра Ладислава Хельге.
Психологическая драма о честном, но требовательном учителе начальных классов, который сталкивается со злобой, лицемерием и непониманием.

## Сюжет
Йиндрих Пеликан, пожилой учитель из города Брно, приезжает преподавать в маленький городок Милонице и становится классным руководителем пятого класса. Его предшественник был не очень требователен. Когда новый учитель навязывает реальные стандарты обучения, все недовольны — ученики, их родители и директор школы, для которого важна статистика успеваемости. Единственный человек, который ценит его принципы и его мужество, — молодая учительница Андулка Навотна. Вскоре Пеликан завоевывает доверие детей, но взрослые спокойно работать ему не дадут, вынудив уйти.

## В ролях
- Карел Хёгер — учитель Йиндржих Пеликан
- Блажена Голишова — учитель Андулка Новотна
- Йозеф Микса — директор школы Карел Поханка
- Ладислав Пешек — учитель Байтек
- Владимир Главаты — председатель райкома Януш
- Мария Вашова — жена Януша
- Рудольф Грушинский — пьяница Млхоч
- Станислав Нойманн — Янитор, школьный сторож
- Елена Кружикова — Котачкова
- Арношт Фалтынек — Блага
- Иржи Валента — Матоушек
- Стелла Зазворкова — Бедрнова
- Ян Скопечек — учитель Арношт Крейчик
- Йозеф Бейвл — учитель Буриан
- Петр Адамек — Лойзик Котачка
- Алеш Кошнар — Вашик Януш
- Власта Храмостова — Зденка, жена Пеликана
- Йиржина Богдалова — учитель Залешакова
- Мириам Канторкова — учительница
- Гермина Войтова — мать ученика

## Критика
Успех фильма был отмечен критиками, главными политическими лидерами и зрителями — всего состоялось 8 863 показа в кинотеатрах, фильм посмотрели 1 467 000 зрителей.

## Призы и награды
- Премия чехословацких кинокритиков за 1957 год.
- Государственная премия имени Клемента Готвальда (1958) коллективу создателей.
- По опросу читателей газеты «Смена» Чехословацкого союза молодежи (CZM) фильм был признан самым популярным чехословацким фильмом 1958 года, а Карел Хегер самым популярным актёром.